# Antiterrorgesetz
Ein Antiterrorgesetz (auch: Anti-Terror-Gesetz) ist ein Gesetz, das die Terrorismusbekämpfung regelt.

## Deutschland
Ältere deutsche Antiterrorgesetze sind beispielsweise der 1976 neu geschaffene Straftatbestand Mitgliedschaft in einer terroristischen Vereinigung (§ 129a StGB) und das Kontaktsperregesetz von 1977.
In der Bundesrepublik Deutschland sind seit den Terroranschlägen am 11. September 2001 mehrere Antiterrorgesetze in Kraft getreten, darunter das umfangreiche Artikelgesetz Gesetz zur Bekämpfung des internationalen Terrorismus (Terrorismusbekämpfungsgesetz) vom 9. Januar 2002, auch bekannt als Sicherheitspaket II des damaligen Bundesinnenministers Otto Schily (SPD).
Zu den gesetzlichen Reaktionen zählt auch das Luftsicherheitsgesetz vom 11. Januar 2005.
Die Maßnahmenpakete in Deutschland erstreckten sich auf verschiedene Regelungen und Bereiche:
- Die Sicherheitsüberprüfungen im Luftverkehr wurden umfangreicher.
- Das in Sicherheitsbereichen eingesetzte Personal unterliegt nun einer jährlichen Zuverlässigkeitsüberprüfung.
- Ausweispapiere wurden stärker auf computergestützte Identifizierungen ausgerichtet und künftig um biometrische Merkmale ergänzt.[4]
- Extremistisch ausgerichtete Religionsgemeinschaften können nach der Novellierung des Vereinsgesetzes verboten werden.
- Die Befugnisse verschiedener Sicherheitsbehörden wurden erweitert.
- Das deutsche Bundeskriminalamt darf nun auch Anhänger ausländischer Terrororganisationen verfolgen und bei Datennetzkriminalität tätig werden.
- Der Bundespolizei ist der Einsatz von Flugsicherheitsbegleitern (sky marshals) in Flugzeugen erlaubt.[4]
- Dem Verfassungsschutz wurde zusätzlich die Beobachtung von Tätigkeiten auferlegt, die sich gegen Völkerverständigung und friedliches Zusammenleben richten. Er soll durch Informationsabfragen Geldströme von Terrorverdächtigen aufspüren.
- Polizei und Geheimdienste erhielten Zugriff auf eine Antiterrordatei und weitere Fusion Center wurden gegründet.

Das zum Januar 2012 auslaufende Terrorismusbekämpfungsgesetz in Deutschland wurde im Juni 2011 verlängert. Gestritten wurde nur über die zuvor für verfassungswidrig  erklärte Vorratsdatenspeicherung von Telekommunikationsdaten. Dagegen hatten am 22. Juni 2011 Datenschutzinitiativen der Bundesjustizministerin Sabine Leutheusser-Schnarrenberger (FDP) fast 58.000 Unterschriften überreicht und vor dem Justizministerium „gegen die geplante Wiedereinführung der Vorratsdatenspeicherung protestiert. Sie kritisieren, die Überwachungsmaßnahmen seien ein unverhältnismäßiger Eingriff in die Privatsphäre.“

## Vereinigte Staaten
Der USA PATRIOT Act ist ein amerikanisches Bundesgesetz, das am 25. Oktober 2001 vom Kongress im Zuge des Krieges gegen den Terrorismus verabschiedet wurde. Es war eine direkte Reaktion auf die Terroranschläge am 11. September 2001 und die  Milzbrand-Anschläge 2001.

## Kritik
Kritiker der Anti-Terror-Gesetzgebung führen an, dass die Terrorismusbekämpfungsmaßnahmen vornehmlich der Unterdrückung und Überwachung von Bürgern und politisch andersdenkenden Gruppierungen dienen, während sie gegen die Terroristen selbst wirkungslos seien. So berichtete die American Civil Liberties Union, dass auf der Liste der Terrorverdächtigen der USA nach Angaben des US-Justizministeriums über eine Million Personen stünden.